# Zef Jubani
Zef Jubani, olaszosan Giuseppe Jubany (Shkodra ?, 1818 – ?, 1880. február 1.) albán folklorista, nyelvész, költő, az albán nemzeti mozgalom, a Rilindja egyik legkorábbi teoretikusa, az albán nemzeti egység szószólója. 1871-ben megjelent könyvében albán nép- és műköltészeti alkotásokat, valamint az albán nyelv leíró grammatikáját adta közre.

## Életútja
Albán apa és olasz anya gyermekeként született feltehetően Shkodrában. Apai ágon felmenői az Észak-Albánián uralkodó Bushati-család magas rangú hivatalviselői voltak. 1830 körül szülei Máltán élő nagybátyjához küldték, ahol kereskedelmi iskolát végzett. 1838-ban vagy 1841-ben tért haza Albániába. Előbb az angol, majd 1848-tól néhány éven át a shkodrai francia konzul, Hyacinthe Hecquard tolmácsa és titkára volt. Hecquard előszeretettel gyűjtötte a hegyvidékek népköltészeti alkotásait, ezekre az utakra gyakran Jubanit is magával vitte. 1857-ben Shkodrában megalapította a város első ipartestületét.
1862-ben Jubani részt vett a Gaspër Krasniqi vezette mirdita felkelésben. Az évtized vége felé mára ismeretlen okokból elhagyta hazáját és Itáliában telepedett le. Eleinte Jeronim de Rada arberes költő karolta fel, akivel Jubani már korábban is levelezésben állt. Később Velencében és Triesztben, legvégül pedig Montenegróban élt. Shkodrában hunyt el.

## Munkássága
Jubani a 19. században kibontakozó albán nemzeti mozgalom, az erősödő albán nacionalizmus legkorábbi teoretikusai közé tartozott. Harcosan liberális és antiklerikális nézeteket vallott, amiért gyakran összetűzésbe került a Shkodrában befolyásos katolikus klérus tagjaival.
A shkodrai francia konzullal közösen gyűjtött észak-albániai népdalok közül több bekerült Hecquard 1858-ban Histoire et description de la Haute Albanie ou Guégarie (’Magas-Albánia vagy Gegföld története és leírása’) címen megjelent könyvébe. A Jubani által gyűjtött dalok eredeti feljegyzéseinek egy része az 1866. január 13-ai shkodrai árvíz során megsemmisült. Az őt ért kár ellenére tovább dolgozott, és 1871-ben Triesztben megjelentette könyvét Raccolta di canti popolari e rapsodie di poemi albanesi (’Albán népdalok és verses rapszódiák gyűjteménye’) címen. A kötet az első albán szerkesztette, népköltészeti alkotásokat is tartalmazó antológiaként vonult be az albán művelődéstörténetbe. A könyvben általa gyűjtött folklóralkotásokat – hősénekeket, népdalokat, szokásdalokat, siratóénekeket stb. – adott közre, de helyet szorított a Hecquard által már publikált népdaloknak, Pjetër Bogdani 1685-ös Cuneus Prophetarum című munkájának, valamint néhány népi muszlim (bejtedzsi) költő versének is. A könyv bevezetőjében adta közre politikai elgondolásait, amelyekben az albánok egységéért szállt síkra, a közös származástudat és anyanyelv nemzetegyesítő erejét hangsúlyozta. Emellett a kötetben nagy terjedelemben bemutatta az általa kidolgozott albán ábécét, amely a latin íráson alapult ugyan, és igyekezett az albán nyelv hangtani jellegzetességeit is megragadni, de az alapbetűkhöz illeszthető diakritikus mellékjelekkel már kevésbé volt praktikusnak mondható. Az ábécé bemutatása mellett egyúttal közreadta az albán nyelv leíró nyelvtanát is. Olasz címe ellenére a szövegeket albán nyelven – és saját ábécéjével – adta közre, csak a bevezetések, áttekintések és a magyarázó kiegészítések íródtak olaszul.
Jubani belekezdett Kasztrióta György albán fejedelem – vagy ismertebb nevén Szkander bég – élettörténetének megírásába is, de kézirata befejezetlen maradt. Más forrásokból tudni, hogy verseket is írt, de életművéből csak két költemény maradt fenn: az egyiket Dora d’Istriának ajánlotta, a másik pedig szintén az oszmán hadak tengerével szembeszálló Kasztrióta György hőstetteiről szólt.
Jubani életét és munkásságát Jup Kastrati dolgozta fel 1987-ben megjelent monográfiájában.

### Ábécéje
Az alábbi táblázat Jubani ábécéjének diakritikus jelek nélküli betűit tartalmazza a ma is használatban lévő manasztiri ábécével összevetve. Az alábbiakban nem jelöljük, de Jubani ábécéjében az nd betűkapcsolat külön betűnek számított.
|    | Albán ábécé | Jubani-ábécé |
| -- | ----------- | ------------ |
| 1  | A a         | A a          |
| 2  | B b         | B b          |
| 3  | C c         | X x          |
| 4  | Ç ç         | C c          |
| 5  | D d         | D d          |
| 6  | Dh dh       | Dh dh        |
| 7  | E e         | E e          |
| 8  | Ë ë         | Œ œ          |
| 9  | F f         | F f          |
| 10 | G g         | G g          |
| 11 | Gj gj       | Dj dj        |
| 12 | H h         | H h          |

|    | Albán ábécé | Jubani-ábécé |
| -- | ----------- | ------------ |
| 13 | I i         | I i          |
| 14 | J j         | Y y          |
| 15 | K k         | K k          |
| 16 | L l         | L l          |
| 17 | Ll ll       | Ll ll        |
| 18 | M m         | M m          |
| 19 | N n         | N n          |
| 20 | Nj nj       | –            |
| 21 | O o         | O o          |
| 22 | P p         | P p          |
| 23 | Q q         | Kg kg        |
| 24 | R r         | R r          |

|    | Albán ábécé | Jubani-ábécé |
| -- | ----------- | ------------ |
| 25 | Rr rr       | –            |
| 26 | S s         | S s          |
| 27 | Sh sh       | Sch sch      |
| 28 | T t         | T t          |
| 29 | Th th       | Th th        |
| 30 | U u         | U u          |
| 31 | V v         | V v W w      |
| 32 | X x         | –            |
| 33 | Xh xh       | –            |
| 34 | Y y         | Û û          |
| 35 | Z z         | Sz sz        |
| 36 | Zh zh       | –            |